# 高陵镇 (石首市)
高陵镇，是中华人民共和国湖北省荆州市石首市下辖的一个乡镇级行政单位。

## 行政区划
高陵镇下辖以下地区：
公主桥社区、谭家洲村、黄陵公村、瞿家湖村、柘林桥村、周家湖村、三兴公村、石安村、茅草街村、高陵岗村、月堤拐村、固城湖村、王家岗村、晏家巷村、栗林咀村、徐家岗村、多子桥村、长港村、牛车墩村、流合垸村、三字岗村、红阳村和何家湾园艺场。